# Schloss Emmersdorf

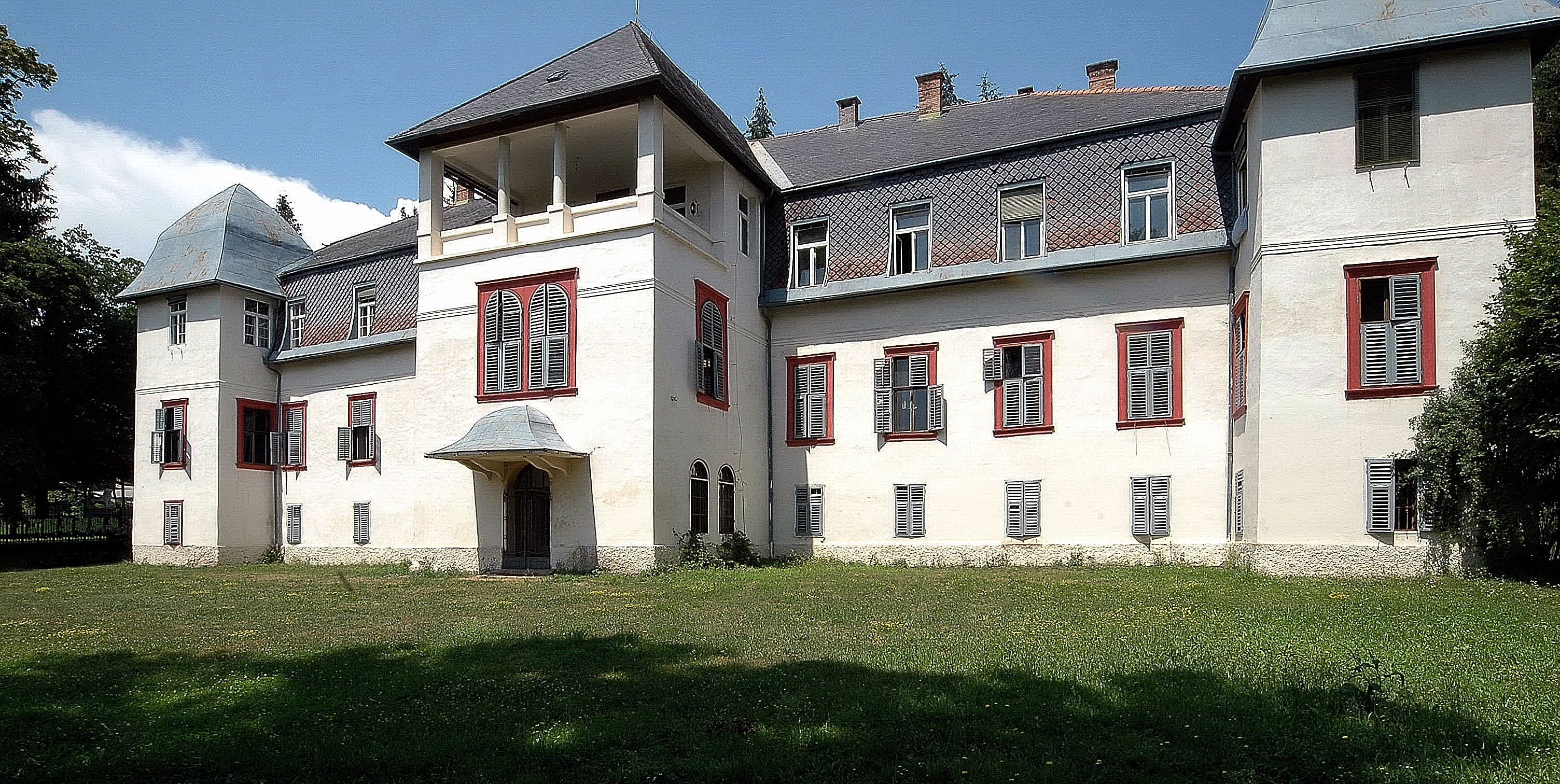
Schloss Emmersdorf

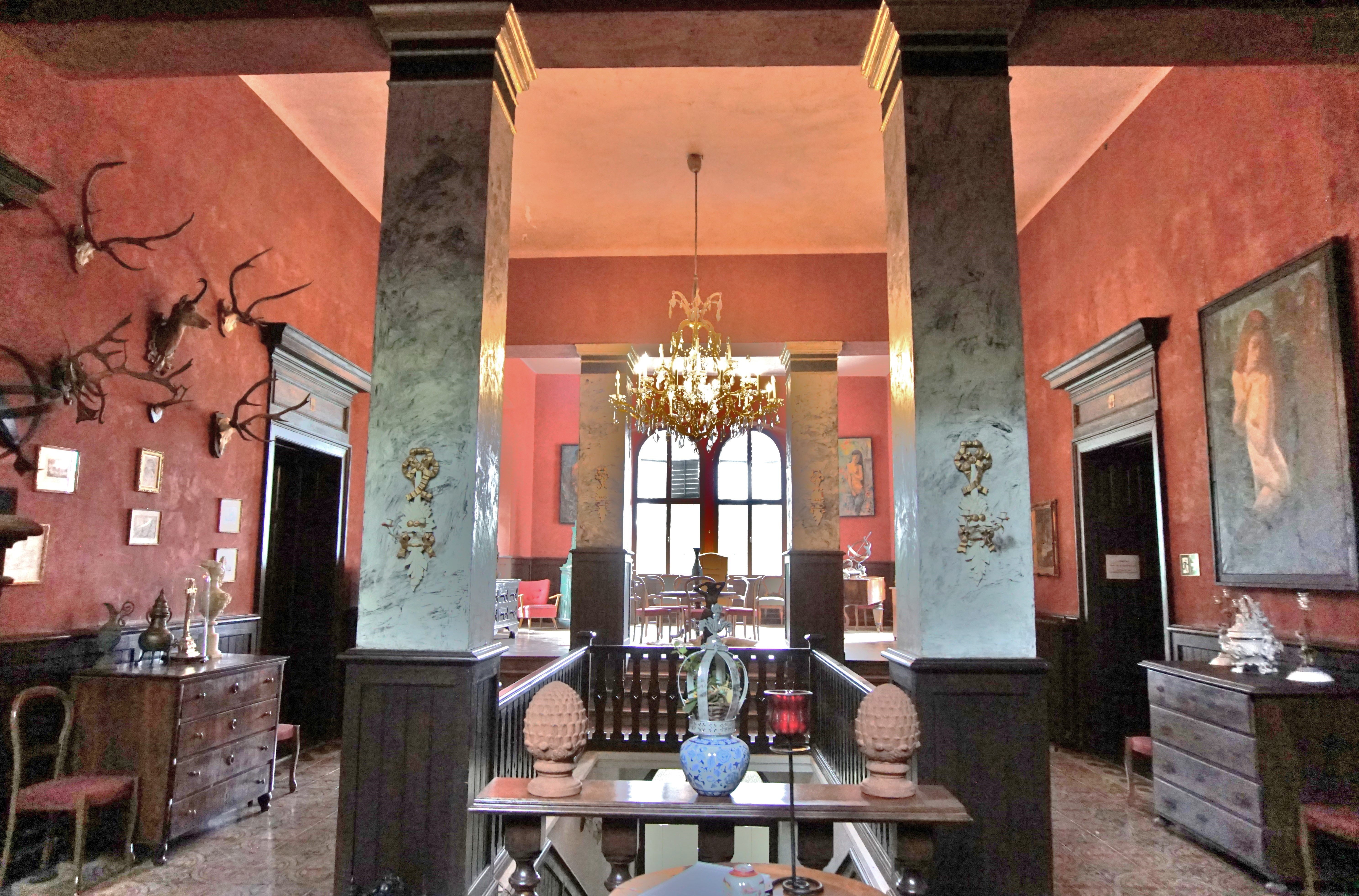
Innenansicht

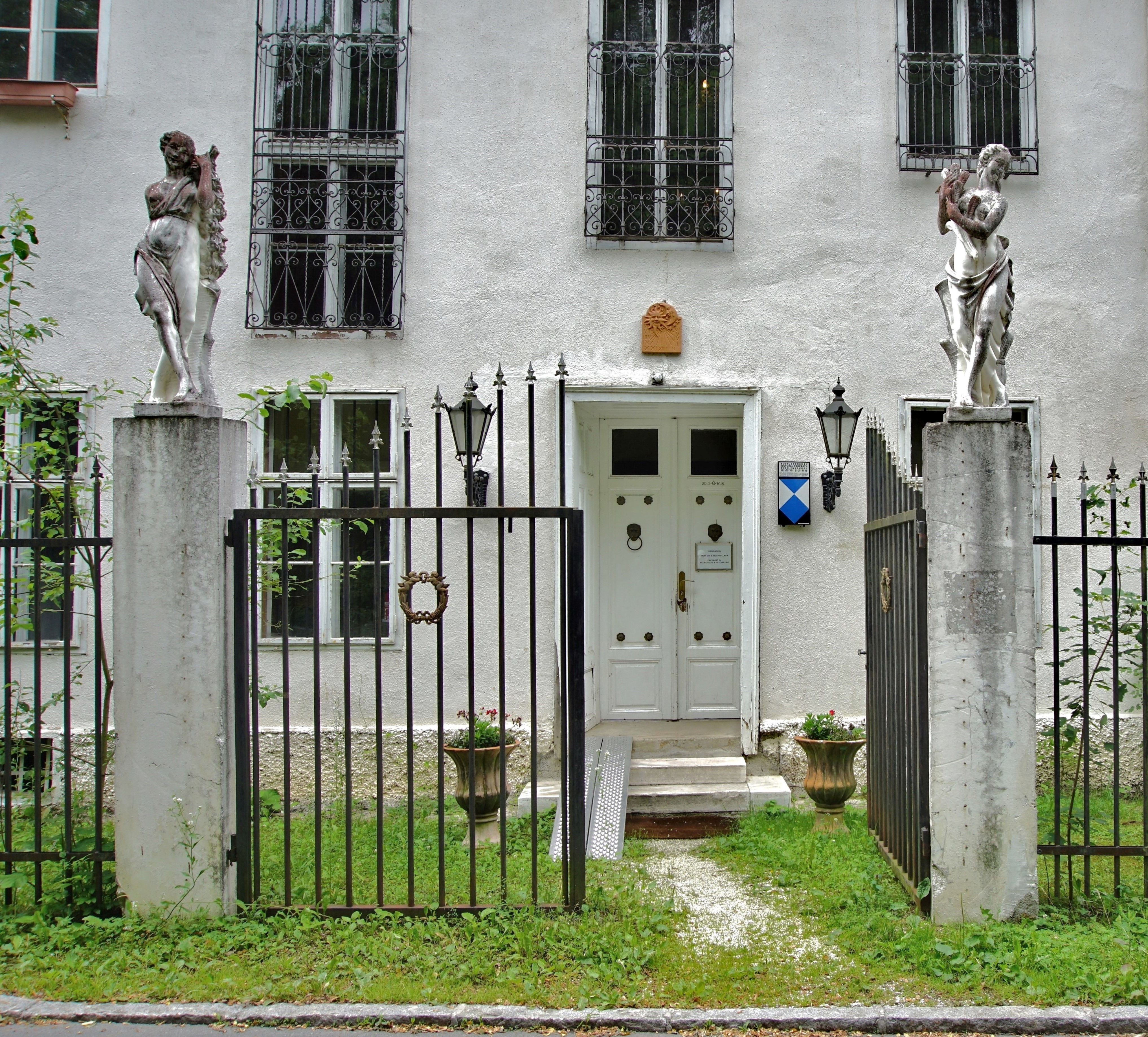
Eingang

Schloss Emmersdorf steht in der gleichnamigen Ortschaft Emmersdorf im Stadtteil Wölfnitz in Klagenfurt am Wörthersee.

## Geschichte
Wann das erste Bauwerk an dieser Stelle errichtet wurde, ist unbekannt. Im Jahr 1136 findet sich in einer Urkunde der Name Harold de Zemramsdorf, der auf einen mittelalterlichen Ansitz hindeuten könnte, allerdings findet sich der Name in den nächsten Jahrhunderten in keinem weiteren Dokument. Erst für die Jahre 1569 bis 1613 taucht das Gut Emmersdorf als Besitz der Kulmër von Rosenbichl auf. Im Jahr 1699 erwirbt Johann Ulrich von Glaunach zum Kazenstain die Herrschaft Emmersdorf und das Gut bleibt danach für 99 Jahre, bis ins Jahr 1798 im Besitz der Familie.  Anschließend wechselten die Besitzer meist in rascher Folge. Der Arzt und Politiker Adolf Fischhof lebte und starb im Jahr 1893 in Schloss Emmersdorf. Von 1899 bis 1902 war das Anwesen im Besitz der Wiener Allgemeinen Versorgungsanstalt.
Das Schloss befindet sich heute in Besitz des Arztes Sigurd Hochfellner. Im Sommer ist es gelegentlich für Kulturveranstaltungen und Besichtigungen geöffnet.

## Beschreibung
Das Schloss ist ein langgestreckter, dreigeschoßiger Bau auf rechteckigem Grundriss, der im Laufe seiner Geschichte mehrmals grundlegend verändert wurde. Die südseitige Fassade hat elf Fensterachsen und einen turmartigen Vorbau, dessen oberstes Geschoß zu einer Veranda umgestaltet ist. Auf beiden Seiten des Bauwerks befindet sich je ein vortretender Eckturm mit haubenartigem Helm. Das erst im 19. Jahrhundert hinzugefügte dritte Geschoß ist mit einem Mansarddach versehen. Bei diesem Umbau wurde der zuvor angebrachte Fensterdekor entfernt.